# Peter Bander van Duren
Peter Bander van Duren, wcześniej Hans Peter Bander (ur. 30 lipca 1930 w Kolonii, zm. 21 kwietnia 2004 w Londynie) – brytyjski nauczyciel i wykładowca akademicki specjalizujący się w psychologii. Autor, redaktor i wydawca książek z dziedziny psychologii, heraldyki i falerystyki.

## Życiorys
Urodził się w 1930 roku w niemieckiej Kolonii jako jedyny syn Johana Bandera i Klary Agnes, z domu van Duren. Jego ojciec pracował jako wysokiej rangi urzędnik Deutsche Post, lecz po wybuchu II wojny światowej został przez rodaków zesłany na Spitsbergen w Norwegii, za odmowę pracy w okupowanej przez Niemców Belgii, gdzie przebywał całkowicie odseparowany od rodziny przez 6 lat. Jego żonę i syna przymusowo umieszczono na terenie okupowanej Polski, po czym Petera odebrano matce i umieszczono w nazistowskiej akademii w okupowanej Czechosłowacji, gdzie był jedynym studentem, którego rodzice nie należeli do NSDAP.
Po ucieczce ze szkoły usiłował przedostać się z powrotem do matki, lecz szczęśliwym zrządzeniem losu spotkał ją w Lipsku i do końca wojny mieszkali w hotelu w miejscowości Alexisbad w Saksonii-Anhalcie.
Po wojnie, w 1952, ukończył Humboldt-Gymnasium w rodzinnym mieście, a następnie uzyskał magisterium z psychologii i doktorat z psychologii kryminalnej na miejscowym uniwersytecie. Do Wielkiej Brytanii wyemigrował w 1957, gdzie pracował z sukcesami jako nauczyciel w dwóch liceach dla trudnej młodzieży w Londynie do 1963 roku.
W 1962 uzyskał brytyjskie obywatelstwo, a w rok później założył szkołę językową. Od 1965 pracował jako wykładowca przedmiotu Religious Education w Wall Hall College, będącym częścią University of Cambridge. Wkrótce został tam kierownikiem nowego wydziału Religious & Moral Education i mianowany starszym wykładowcą w 1966. Był też autorem dwóch podręczników do liceum, traktujących o moralności (One for the Road 1966) oraz o relacjach międzyludzkich (Two for the Road 1967), co rozpoczęło jego karierę jako autora i redaktora książek.
W 1970 zakończył pracę na uniwersytecie i zatrudnił się w wydawnictwie Colin Smythe. W 1973 założył własne wydawnictwo „Van Duren Publications”, wydające książki w dziedzinie psychologii, a od 1976 również z dziedziny heraldyki i falerystyki katolickiej i papieskiej, m.in. współpracując z arcybiskupem Igino Eugenio Cardinale (delegatem apostolskim do Wielkiej Brytanii w 1963 roku, nuncjuszem apostolskim Wspólnoty Europejskiej w latach 1970-1983) oraz arcybiskupem Brunonem Bernhardem Heimem (pronuncjuszem apostolskim do Wielkiej Brytanii w latach 1973-1985). Do 1976 publikował jako Peter Bander, a później jako Peter Bander van Duren. Był międzynarodowym znawcą papieskich, państwowych, katolickich i domowych orderów. W 1993 zakończył działalność wydawnictwa i publikował dalej w Colin Smythe Ltd. Zmarł w 2004 w wieku 74 lat po dwuletnich zmaganiach z nowotworem układu krwiotwórczego.

## Odznaczenia i tytuły honorowe
Chronologicznie
- 1981 – Kawaler Świętego Konstantyńskiego Orderu Wojskowego Świętego Jerzego (order domowy dynastii Burbonów z Obojga Sycylii)[4]
- 1982 – Komandor Orderu Świętego Grzegorza Wielkiego (papieski)
- 1985 – Krzyż Zasługi ze Srebrną Gwiazdą Zakonu Bożogrobców
- 1986 – Komandor Orderu Pro Merito Melitensi Zakonu Maltańskiego
- 1987 – Komandor Orderu Świętego Jana Jerozolimskiego (Wielka Brytania)
- 1988 – Złoty Medal Międzywyznaniowy (od International Council of Christians and Jews)
- 1988 – Komandor z Gwiazdą Orderu Odrodzenia Polski (Polska, Rząd RP na uchodźstwie)
- 1989 – Komandor Orderu Niepokalanego Poczęcia Najświętszej Marii Panny z Vila Viçosa (order domowy dynastii Bragança z Portugalii)
- 1989 – doctor honoris causa Polskiego Uniwersytetu Na Obczyźnie (Londyn)
- 1990 – Krzyż Wielki Świętego Konstantyńskiego Orderu Wojskowego Świętego Jerzego (order domowy dynastii Burbonów z Obojga Sycylii)
- 1991 – tytuł szlachecki Fidalgo Cavaleiro (dynastia Braganza z Portugalii)
- 1991 – tytuł Professor Catedrático Convidado (od Universidade Moderna w Lizbonie)
- 1992 – Honorowy Członek 3 Dywizji Strzelców Karpackich
- 1993 – Wstęga Krzyża Zasługi Orderu Domu Królewskiego (dynastia Braganza z Portugalii)
- 1994 – Wielki Krzyż Zasługi Zakonu Lazarytów (przeorat francuski)
- 1994 – Kawaler Wielkiego Krzyża Zasługi Zakonu Lazarytów (przeorat amerykański)
- 1994 – tytuł Admirała Texas Navy
- 1994 – Wielki Oficer Orderu Świętych Maurycego i Łazarza (order domowy dynastii sabaudzkiej z Włoch)

## Publikacje (wybór)
- One for the road (1966, 1968)
- Two for the road (1967)
- Looking forward to the seventies. A blueprint for education in the next decade (1968)
- Prophecies of Saint Malachy and Saint Columbkille (1969, 1970, 1979)
- Eternal Youth and music (1969, 1970)
- Carry on talking. How dead are the voices? (1972)
- Voices from the tapes. Recordings from the other world (1973)
- Armorial. Blazons for the Liber amicorum et illustrorum hospitum (1981, rozdział i redakcja)
- Orders of knighthood, awards, and the Holy See (1983, 1984, 1985, redakcja)
- The Cross on the Sword (1987)
- Heraldry in the Vatican (1987, redakcja)
- Polonia Restituta (1989, redakcja)
- The Prophecies of St Malachy and St Columbkille (1989, redakcja i współautor)
- Orders of knighthood and of merit (1994)